# Herm Fuetsch
Herman Joseph Fuetsch, detto Herm (San Francisco, 6 luglio 1918 – Novato, 29 settembre 2010), è stato un cestista statunitense, professionista nella NBL e nella BAA.

## Palmarès
- Campione BAA (1948)